# The Skywayman
The Skywayman er en amerikansk stumfilm fra 1920 af James P. Hogan.

## Medvirkende
- Ormer Locklear som Norman Craig
- Louise Lovely som Virginia Ames
- Sam De Grasse som Dr. Wayne Leveridge
- Ted McCann som William Elmer
- Jack Brammall som "Nobby" Brooks